# 足利夫人 (織田信長の娘)
足利夫人（あしかがふじん、生没年不明）は、安土桃山時代の女性。織田信長の娘とも、元側室ともされる。室町幕府の第15代将軍・足利義昭の側室か妾。

## 生涯
彼女は織田信長秘蔵の「虎福女」と伝わっているが、経歴や信長との関係は判然としていない。信長の娘とも、元側室ともされる。信長の死後、信長の家族は豊臣秀吉に庇護されていたので、彼女も庇護されていたものと推測される。義昭は信長に京都を追放され、信長没後に秀吉に庇護されていた。彼女は秀吉の命令で天正19年（1591年）4月26日、剃髪して昌山と号していた義昭に嫁いでいる。